# Jurków (gromada w powiecie brzeskim)
Jurków – dawna gromada, czyli najmniejsza jednostka podziału terytorialnego Polskiej Rzeczypospolitej Ludowej w latach 1954–1972.
Gromady, z gromadzkimi radami narodowymi (GRN) jako organami władzy najniższego stopnia na wsi, funkcjonowały od reformy reorganizującej administrację wiejską przeprowadzonej jesienią 1954 do momentu ich zniesienia z dniem 1 stycznia 1973, tym samym wypierając organizację gminną w latach 1954–1972.
Gromadę Jurków z siedzibą GRN w Jurkowie utworzono 31 grudnia 1961 w powiecie brzeskim w woj. krakowskim z obszarów zniesionych gromad Biskupice Melsztyńskie i Tymowa.
W kwietniu 1969 dla gromady ustalono 21 członków gromadzkiej rady narodowej. 1 stycznia 1970 gromada składała się ze wsi: Biskupice Melsztyńskie, Jurków, Tworkowa, Tymowa i Złota.
Gromada przetrwała do końca 1972 roku, czyli do kolejnej reformy gminnej.